# Драбово-Барятинское

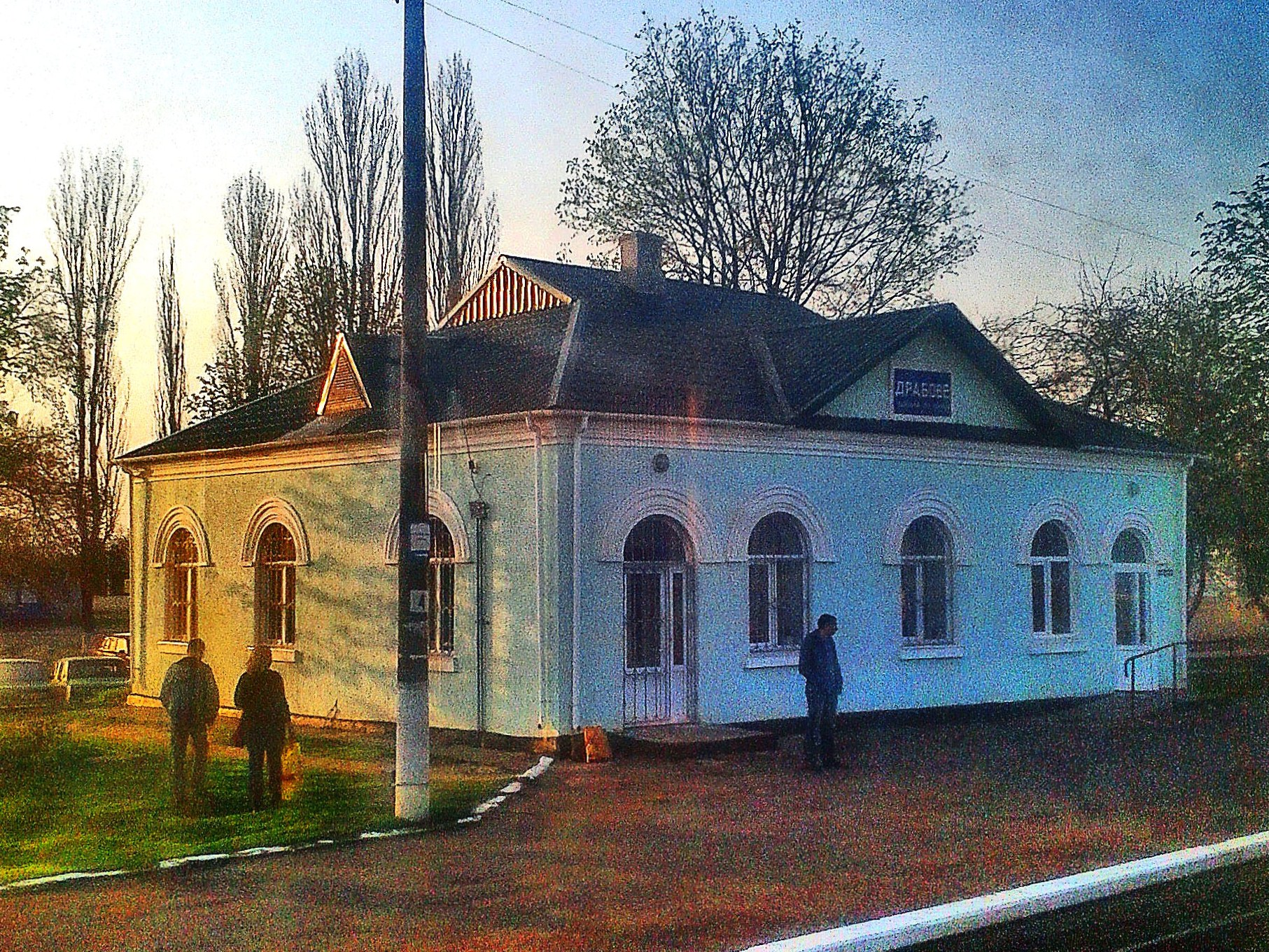
Железнодорожная Станция Драбове

Драбово-Барятинское (укр. Драбове-Барятинське) — посёлок в Драбовском районе Черкасской области Украины.
Почтовый индекс — 19842. Телефонный код — 4738.

## Население
Население по переписи 2001 года составляло 2531 человек.

### Языковой состав
Родной язык населения по данным переписи 2001 года:
| Язык       | Численность, чел. | Доля     |
| ---------- | ----------------- | -------- |
| Украинский | 2 443             | 96,52 %  |
| Русский    | 67                | 2,65 %   |
| Другое     | 21                | 0,83 %   |
| Итого      | 2 531             | 100,00 % |

## Местный совет
19842, Черкасская обл., Драбовский р-н, с. Драбово-Барятинское, ул. Октябрьская, 22